# Lithocarpus rassa
Lithocarpus rassa är en bokväxtart som först beskrevs av Friedrich Anton Wilhelm Miquel, och fick sitt nu gällande namn av Alfred Rehder. Lithocarpus rassa ingår i släktet Lithocarpus och familjen bokväxter. Inga underarter finns listade.